# Общество любителей живописи и рисования
Общество любителей живописи и рисования — группа художников из Санкт-Петербурга, созданная художниками Иваном Сотниковым и Александром Флоренским.

## История
Датой основания общества считается 27 июля 2004 года. В составе группы художники, вышедшие из таких известных арт-групп как «Митьки» и «Новые художники».

## Идеи и задачи
Задача возврат к традиционным художественным ценностям в эпоху постмодернизма. Пропаганда живописи и рисования с натуры.
В рамках пропаганды 2004—2006 гг. были проведены пленэрные семинары на Соловецких островах, в Ферапонтово, на Валааме, в Царском Селе, Норильске, Нижнем Новгороде и Херсоне. Кроме этого, состоялись персональные творческие поездки отдельных участников.

## Участники
- Александр Флоренский
- Ольга Флоренская
- Иван Сотников
- Ирина Васильева
- Александр Дашевский

## Выставки
- 2006 — Музей истории освоения и развития Норильского промышленного района. По результатам пленэра выпущен сначала набор открыток, а затем каталог.
- 2007 — «Музей—усадьба В. И. Сурикова» г. Красноярск
- 2007 — «Живопись» Общество любителей живописи и рисования. Картины и рисунки 2004—2006 годов. Галерея «Борей»